# 'с-Гер-Арендскерке
'с-Гер-Арендскерке (нід. 's-Heer Arendskerke) — село в нідерландській провінції Зеландія. Входить до муніципалітету Гус.
Його площа — 8,32 км², а населення станом на 2021 рік становило 1260 осіб.
До 1857 року мало статус окремого муніципалітету.

## Галерея

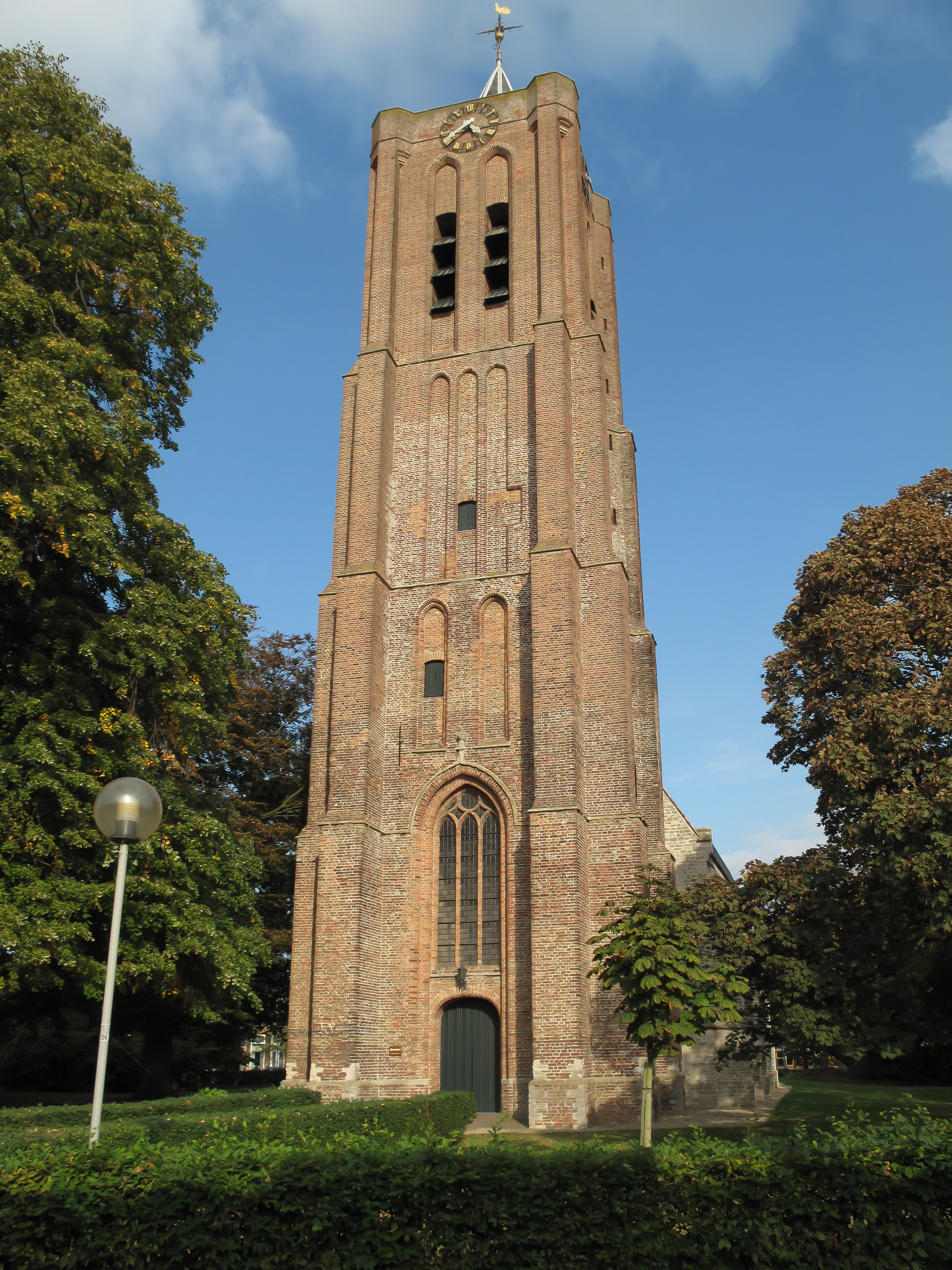
Реформістська церква
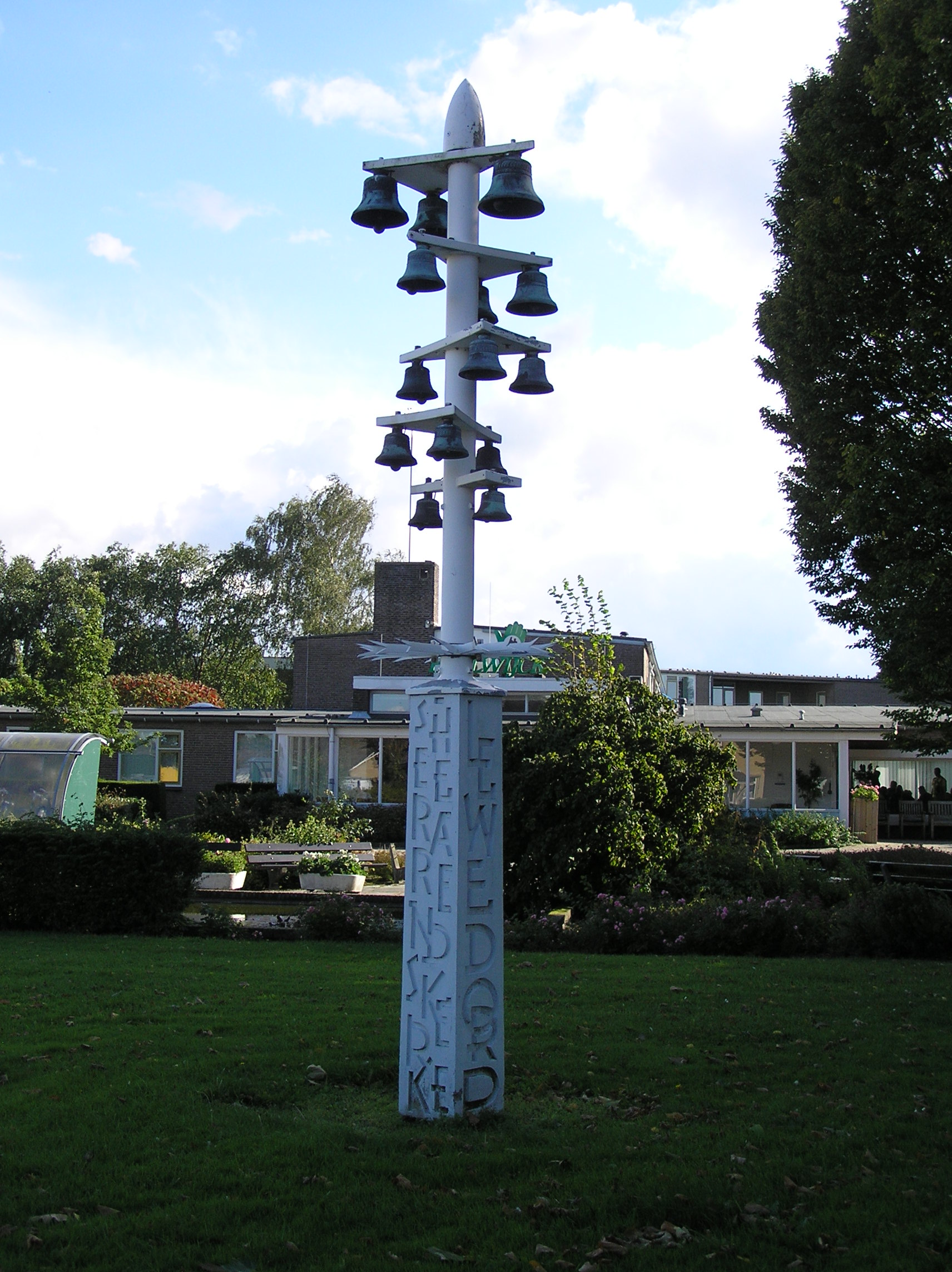
Карильйон у селі
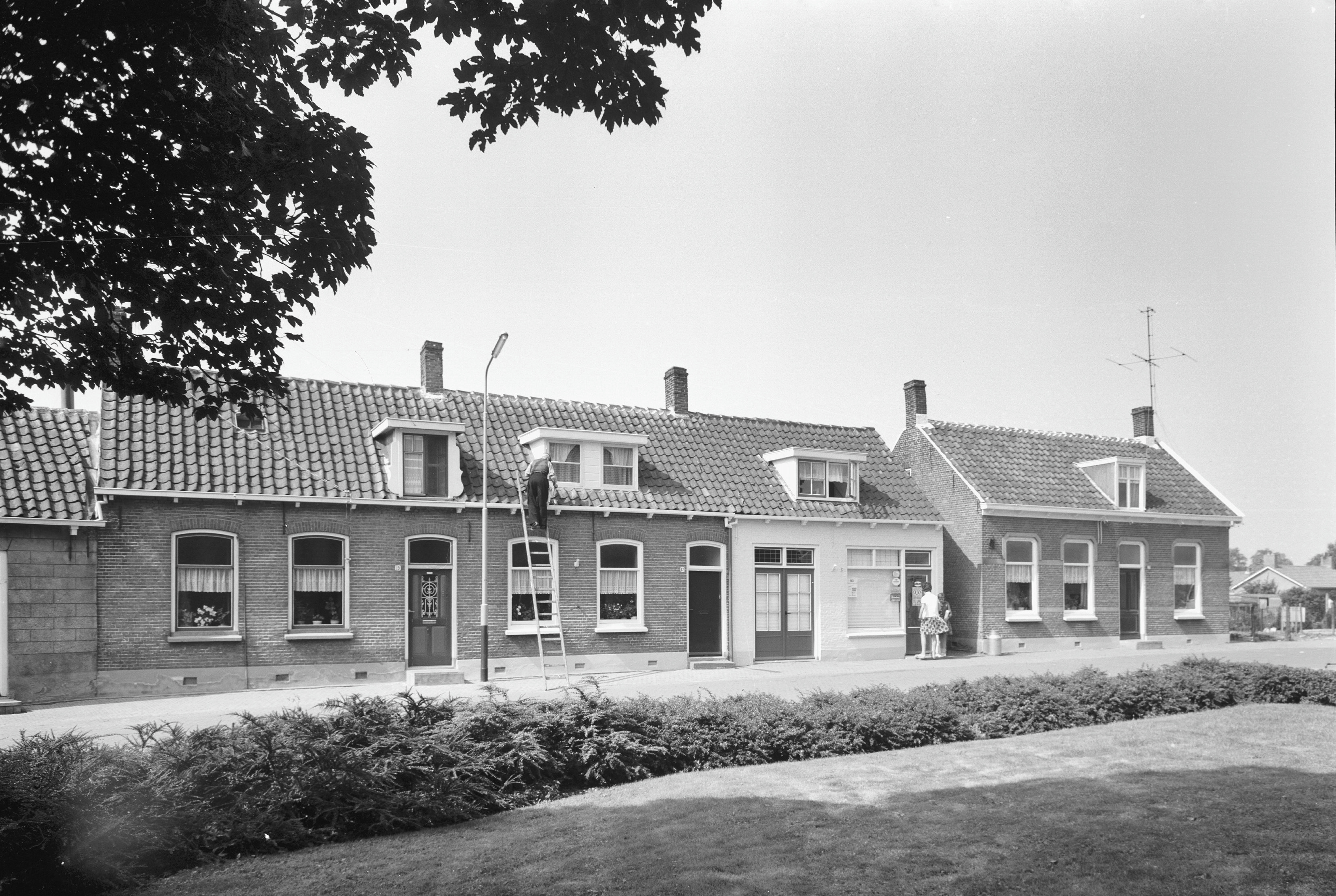
Вулична панорама (1964)
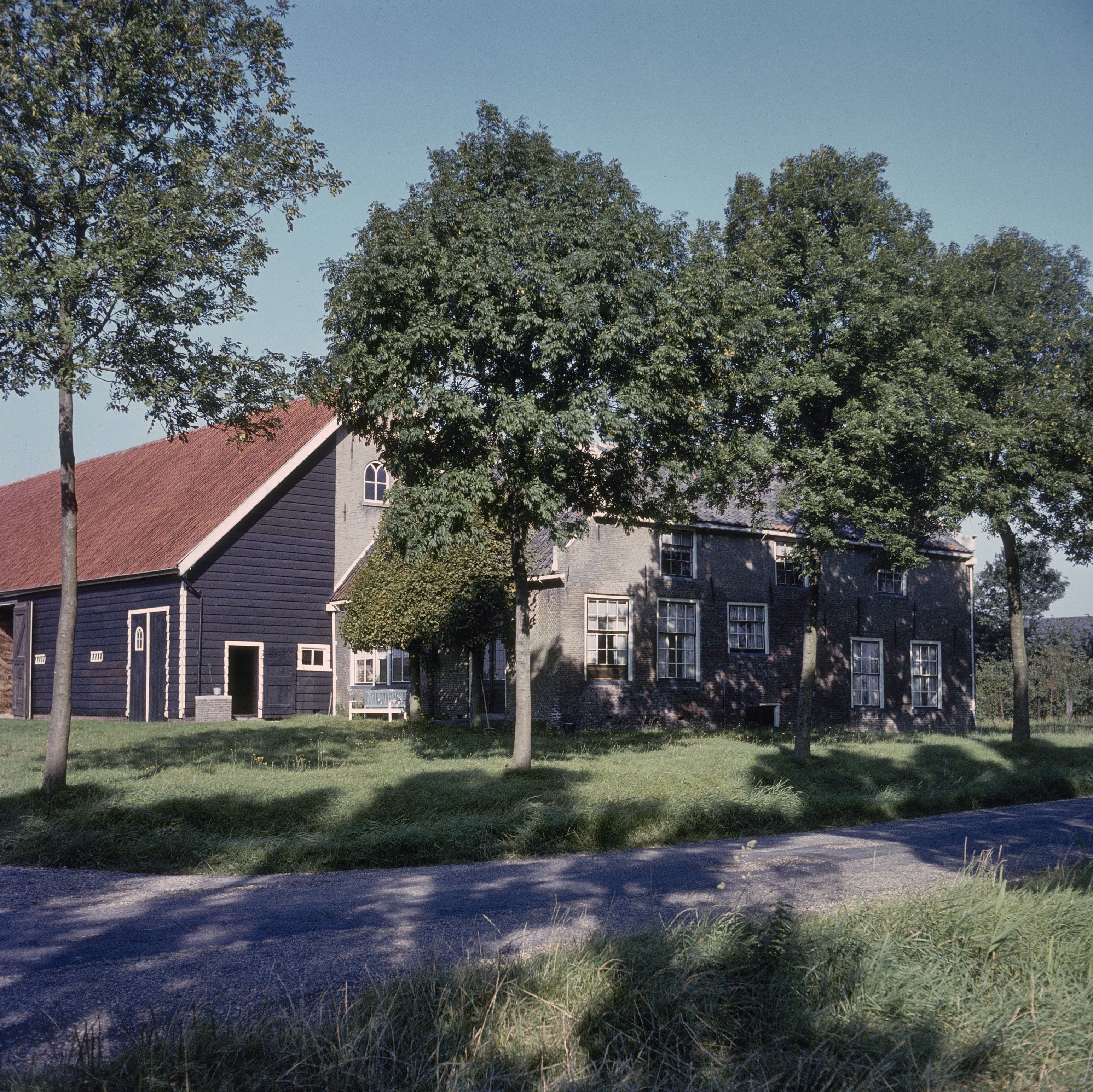
Ферма в 'с-Гер-Арендскерке